# Duhem-Quinestelling
Binnen de wetenschapsfilosofie houdt de Duhem-Quinestelling in dat het niet mogelijk is om een afzonderlijke hypothese te testen. Omdat die hypothese onderdeel is van een netwerk van hypotheses (web of belief), is het niet duidelijk welke hypothese er precies op de proef wordt gesteld in de zogenaamde cruciale test. Dit is een punt van kritiek op het falsificatiecriterium van Karl Popper, waar Popper zich wel van bewust was, maar dat hij volgens sommigen onderschatte. Deze stelling is vernoemd naar Pierre Duhem en Willard Van Orman Quine.
Het boek The Structure of Scientific Revolutions van Thomas Kuhn wordt binnen de wetenschapsfilosofie beschouwd als de geschiedkundige onderbouwing van de Duhem-Quinestelling.
De Duhem-Quinestelling is van grote invloed geweest op de vorming van het relativisme van Paul Feyerabend.
In Dialogus physicus de natura aeris uit 1661 gaf Thomas Hobbes vergelijkbare bezwaren als antwoord op Robert Boyle's New Experiments Physico-Mechanical waarin deze betoogde dat experimenten de noodzakelijke basis waren voor een moderne natuurfilosofie.